# Brax (Alta Garonna)
Brax è un comune francese di 2 569 abitanti situato nel dipartimento dell'Alta Garonna nella regione dell'Occitania.

## Società

### Evoluzione demografica
Abitanti censiti

## Monumenti

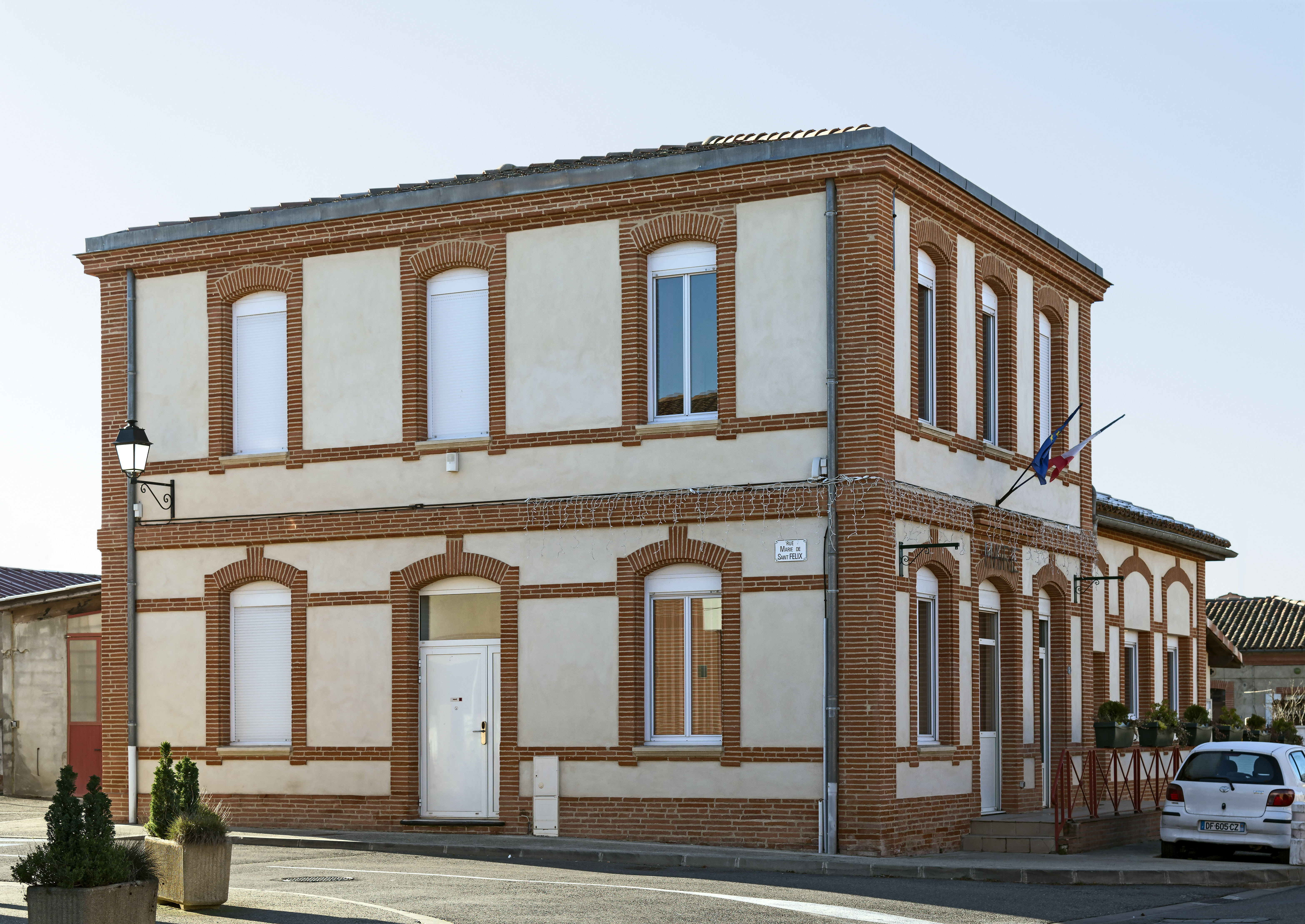
Il Municipio
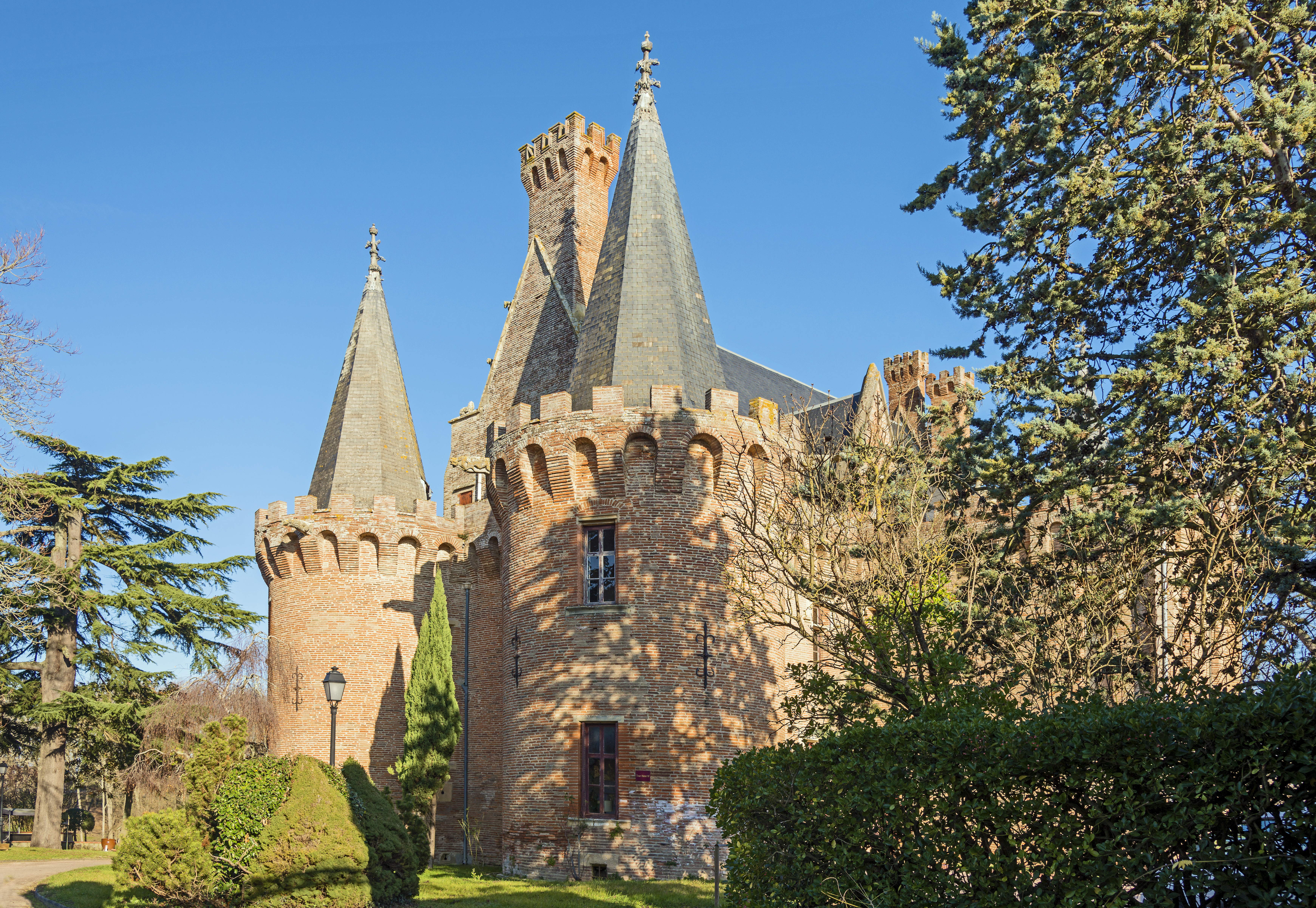
Il castello
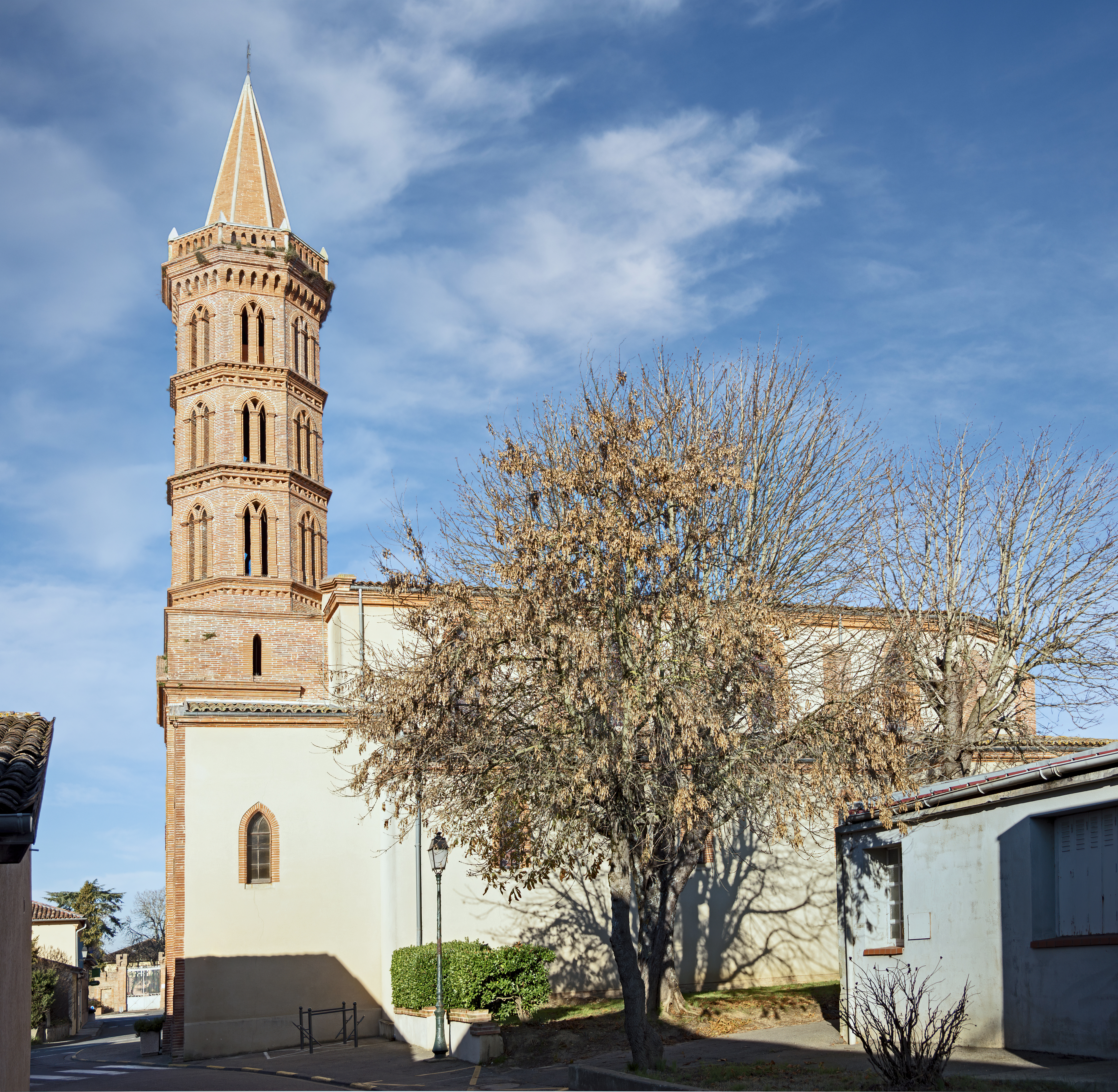
Chiesa di Saint-Orens
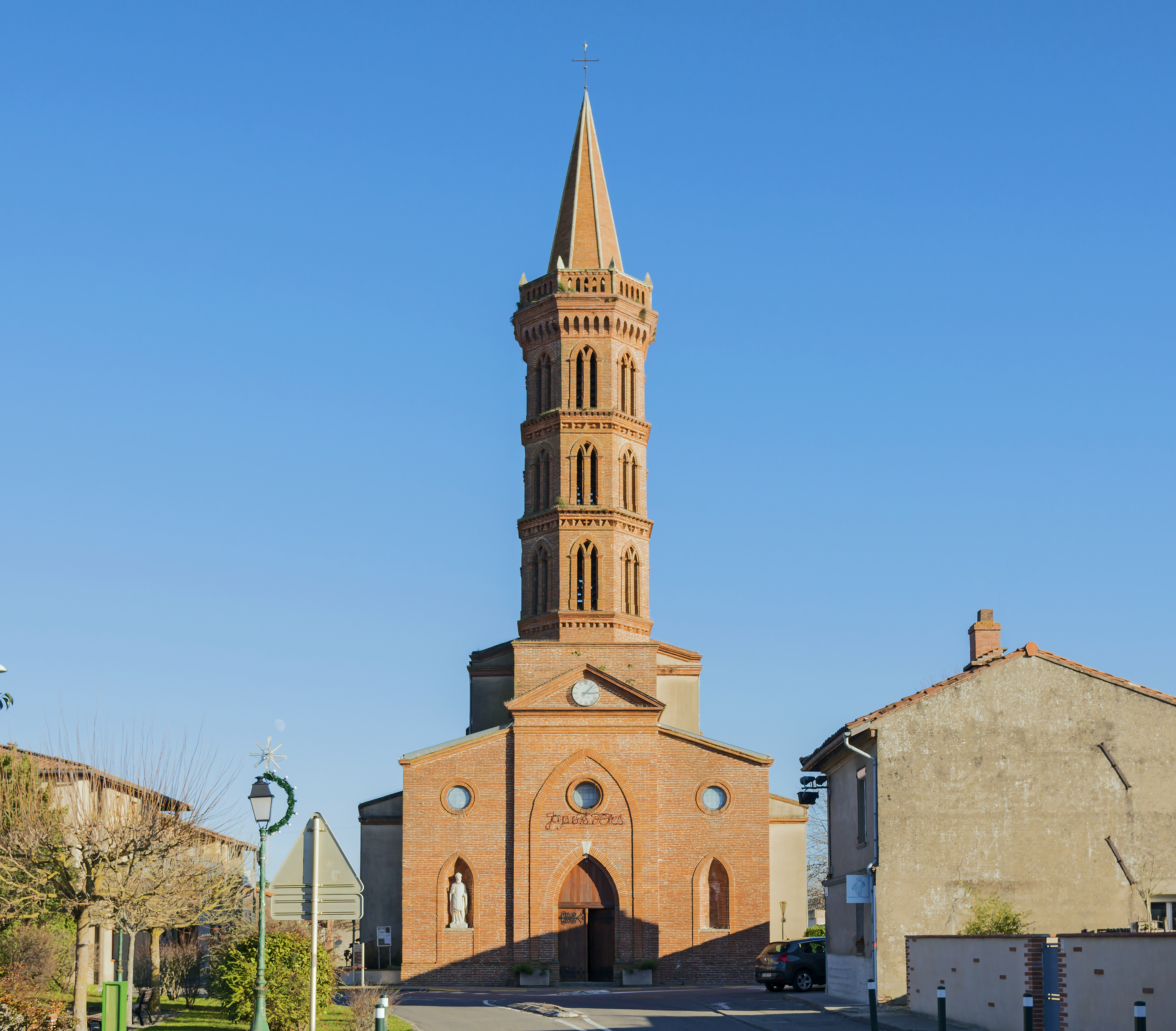
Facciata
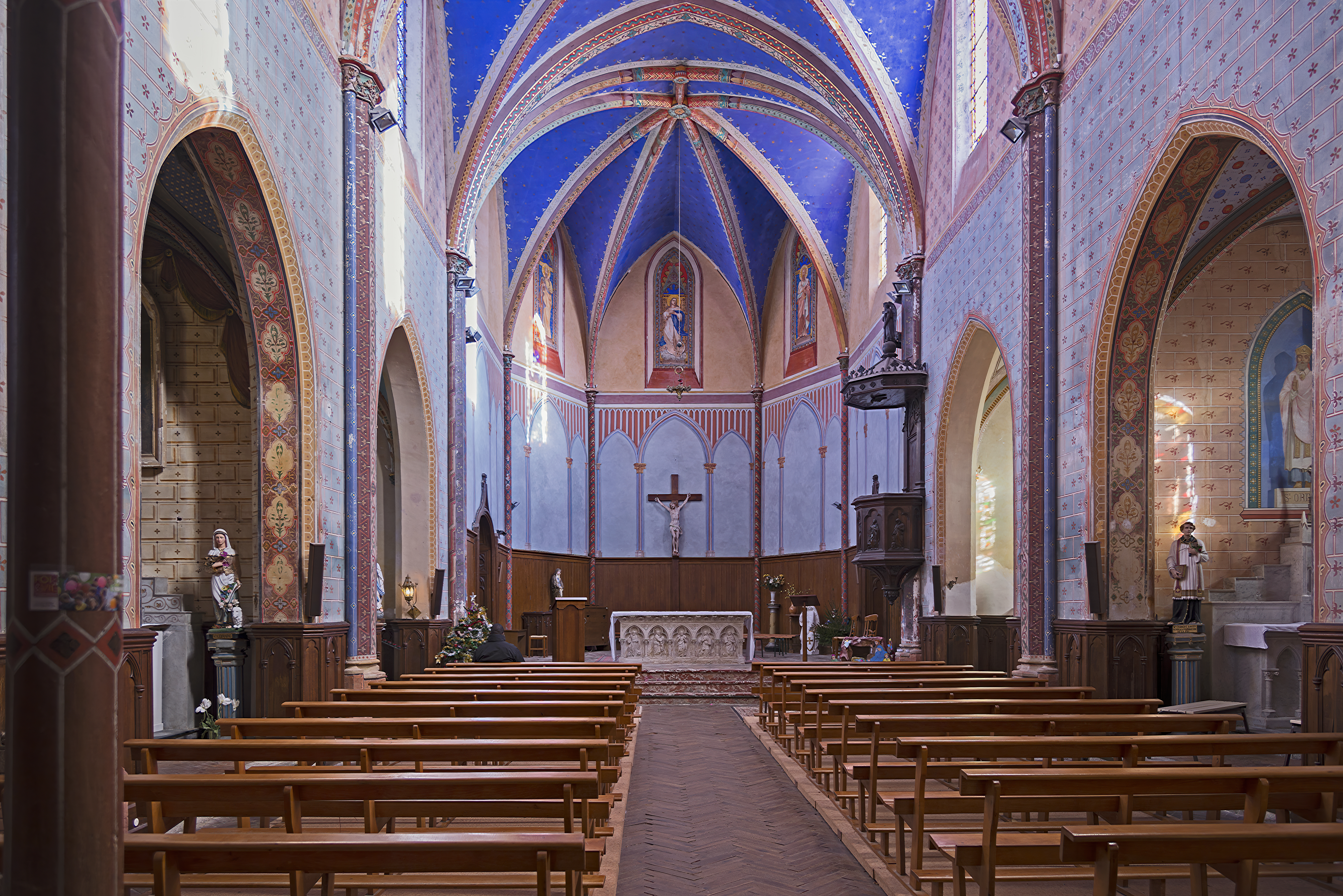
Interno
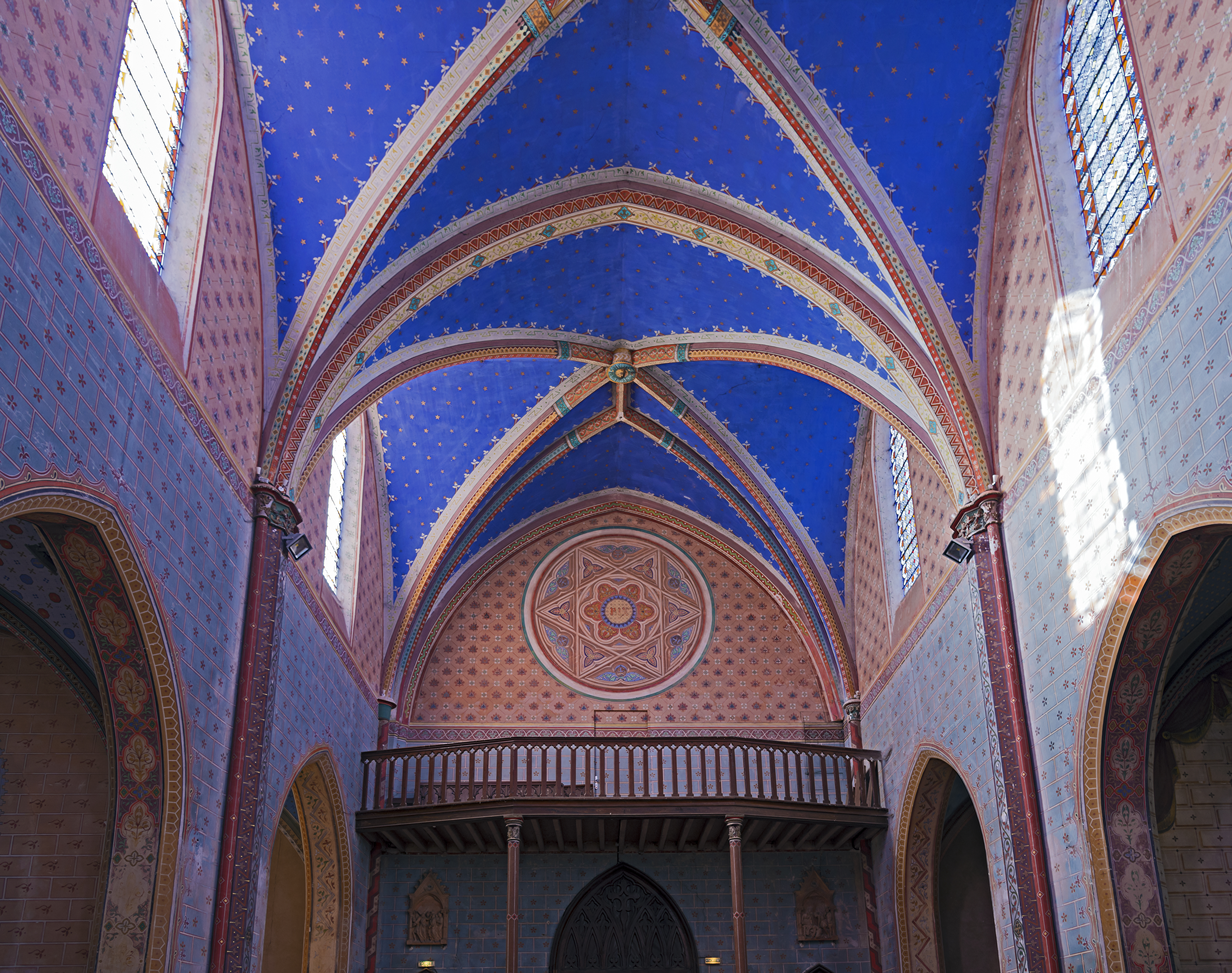
Soffitto